# Liste der Baudenkmäler in Warngau

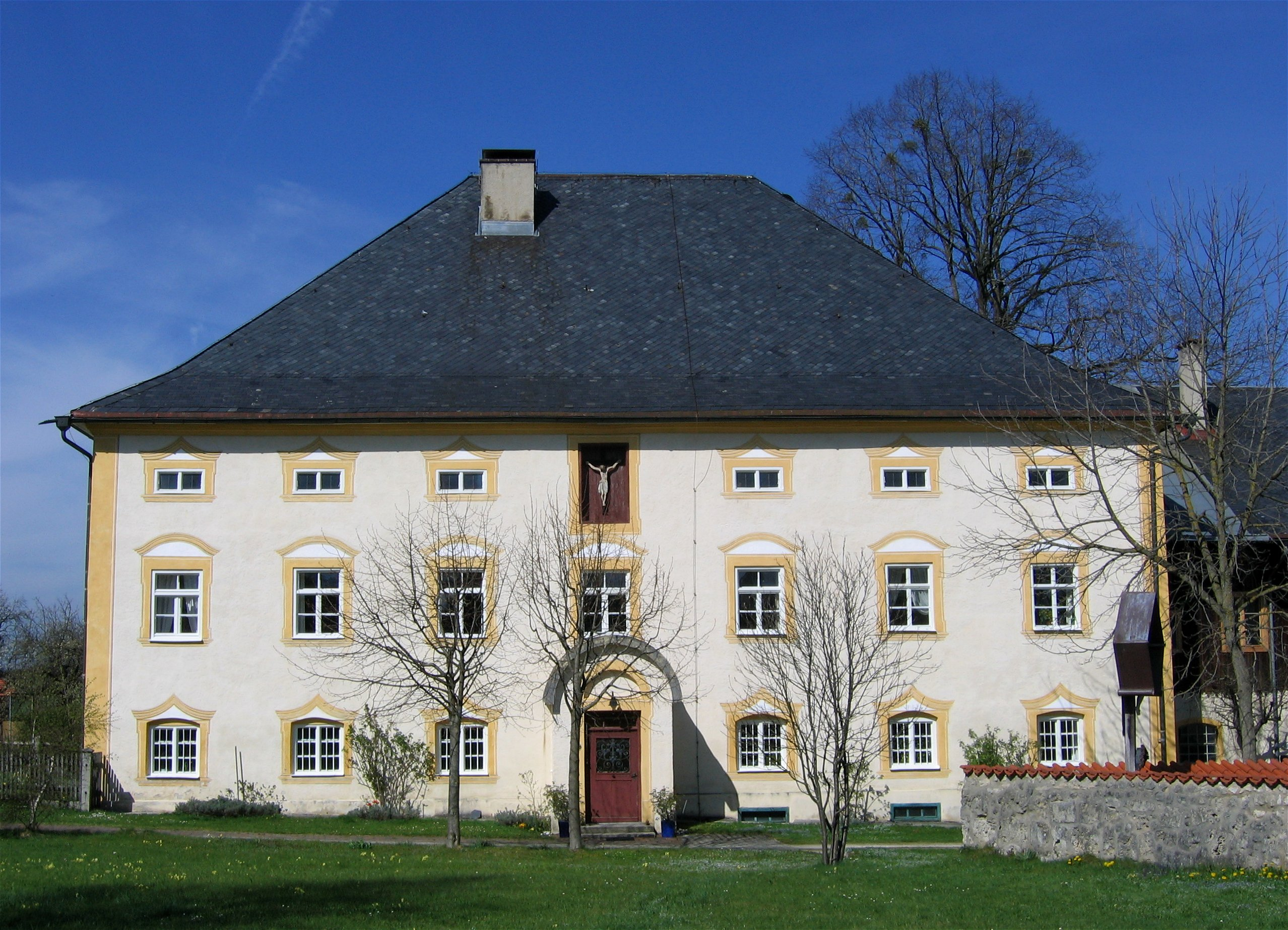
Pfarrhaus in Osterwarngau

Auf dieser Seite sind die Baudenkmäler in der oberbayerischen Gemeinde Warngau zusammengestellt. Diese Tabelle ist eine Teilliste der Liste der Baudenkmäler in Bayern. Grundlage ist die Bayerische Denkmalliste, die auf Basis des Bayerischen Denkmalschutzgesetzes vom 1. Oktober 1973 erstmals erstellt wurde und seither durch das Bayerische Landesamt für Denkmalpflege geführt wird. Die folgenden Angaben ersetzen nicht die rechtsverbindliche Auskunft der Denkmalschutzbehörde.

## Baudenkmäler nach Ortsteilen

### Oberwarngau
| Lage                             | Objekt                                          | Beschreibung | Akten-Nr.     | Bild                                 |
| -------------------------------- | ----------------------------------------------- | --- | ------------- | ------------------------------------ |
| Kirchweg 2 (Standort)            | Katholische Pfarrkirche St. Johannes der Täufer | Spätgotischer netzgewölbter Saalbau mit leicht eingezogenem Chor und nördlichem Zwiebelturm, um 1500; mit Ausstattung Friedhofsmauer, aus Tuffquadern, 17./18. Jahrhundert | D-1-82-136-1  | weitere Bilder                       |
| Lindenstraße 11 (Standort)       | Einfirsthof                                     | Zweigeschossiger Flachsatteldachbau mit traufseitiger Südlaube, teilverschalter Giebellaube und Lüftlmalereien, Ende 18. Jahrhundert, Malereien erneuert                   | D-1-82-136-3  | weitere Bilder                       |
| Lindenstraße 15 (Standort)       | Ehemaliger Pfarrhof                             | Zweigeschossiger barocker Halbwalmdachbau mit gemalten Fensterrahmungen und Architekturmalerei, 18. Jahrhundert                                                            | D-1-82-136-4  | weitere Bilder                       |
| Riedstraße 18 (Standort)         | Hakenhof                                        | Flachsatteldachbau mit Blockbau-Obergeschoss und südlicher Traufseitlaube, Anfang 19. Jahrhundert                                                                          | D-1-82-136-5  | weitere Bilder                       |
| Schulweg 2 (Standort)            | Einfirsthof                                     | Zweigeschossiger biedermeierlicher Flachsatteldachbau mit Kniestock und giebelseitigen Lauben, Mitte 19. Jahrhundert                                                       | D-1-82-136-7  | weitere Bilder                       |
| Nähe Taubenbergstraße (Standort) | Wegkapelle                                      | Kleiner Satteldachbau, 1. Hälfte 19. Jahrhundert; mit Ausstattung | D-1-82-136-2  | weitere Bilder                       |
| Taubenbergstraße 4 (Standort)    | Wohnteil des ehemaligen Bauernhauses            | Flachsatteldachbau mit Blockbau-Obergeschoss, traufseitiger Südlaube und teilverschalter Giebellaube, im Kern Anfang 18. Jahrhundert, teilweise erneuert                   | D-1-82-136-9  | Wohnteil des ehemaligen Bauernhauses |
| Taubenbergstraße 6 (Standort)    | Wohnteil des Bauernhauses                       | Zweigeschossiger, zum Teil ausgemauerter Blockbau mit traufseitiger Südlaube, Mitte 17. Jahrhundert                                                                        | D-1-82-136-10 | Wohnteil des Bauernhauses            |

### Bernloh
| Lage                    | Objekt                                                               | Beschreibung | Akten-Nr.     | Bild                                                                 |
| ----------------------- | -------------------------------------------------------------------- | --- | ------------- | -------------------------------------------------------------------- |
| Bernloh 6 (Standort)    | Einfirsthof                                                          | Zweigeschossiger biedermeierlicher Flachsatteldachbau mit lünettendurchfenstertem Kniestock, traufseitiger Laube sowie Giebellaube, 1853       | D-1-82-136-17 | Einfirsthof                                                          |
| Bernloh 8 (Standort)    | Getreidekasten                                                       | Flachsatteldachbau mit Blockbau-Obergeschoss über Feldsteinunterbau und verschalter Giebellaube, Ende 18. Jahrhundert                          | D-1-82-136-28 | Getreidekasten                                                       |
| Bernloh 11 (Standort)   | Ehemaliger Einfirsthof und Handwerkerhaus, sogenannt Beim Radlwagner | Zweigeschossiger Flachsatteldachbau mit umlaufender Laube und teilverschalter Giebellaube, im Kern 18./19. Jahrhundert, Lüftlmalereien modern  | D-1-82-136-18 | Ehemaliger Einfirsthof und Handwerkerhaus, sogenannt Beim Radlwagner |
| Bernloh 11 a (Standort) | Ehemaliger Einfirsthof und Handwerkerhaus, sogenannt Beim Schaffler  | Flachsatteldachbau mit Blockbau-Obergeschoss, zweiseitig umlaufender Laube und teilverschalter Giebellaube, 18./19. Jahrhundert                | D-1-82-136-19 | Ehemaliger Einfirsthof und Handwerkerhaus, sogenannt Beim Schaffler  |
| Bernloh 17 (Standort)   | Hofkapelle                                                           | Kleiner Satteldachbau mit Giebelnische, 1. Hälfte 19. Jahrhundert; mit Ausstattung                                                             | D-1-82-136-49 | Hofkapelle                                                           |
| Bernloh 18 (Standort)   | Wohnteil des Bauernhauses                                            | Zweigeschossiger verputzter Blockbau mit Flachsatteldach, umlaufender Laube und verschalter Giebellaube, im Kern 18. Jahrhundert               | D-1-82-136-16 | Wohnteil des Bauernhauses                                            |
| Bernloh 21 (Standort)   | Ehemaliges Kleinbauernhaus, sogenannt Beim Bürgtaler                 | Flachsatteldachbau mit Blockbau-Obergeschoss und umlaufender Balusterlaube, Mitte 18. Jahrhundert, ehemaliger Wirtschaftsteil modern ausgebaut | D-1-82-136-27 | Ehemaliges Kleinbauernhaus, sogenannt Beim Bürgtaler                 |
| Bernloh 22 (Standort)   | Bauernhaus, sogenannt Beim Kasper auf der Bürg                       | Flachsatteldachbau mit Blockbau-Obergeschoss, umlaufender Laube und teilverschalter Giebellaube, bezeichnet mit 1797                           | D-1-82-136-26 | Bauernhaus, sogenannt Beim Kasper auf der Bürg                       |
| Bernloh 23 a (Standort) | Kapelle                                                              | Kleiner Satteldachbau, wohl Anfang 19. Jahrhundert; mit Ausstattung                                                                            | D-1-82-136-25 | weitere Bilder                                                       |
| Flur Bernloh (Standort) | Bildstock                                                            | Tuffpfeiler mit Laternenaufsatz, 18. Jahrhundert                                                                                               | D-1-82-136-29 | weitere Bilder                                                       |
| Tempel 1 (Standort)     | Wegkapelle                                                           | Kleiner Satteldachbau, 18./19. Jahrhundert; mit Ausstattung                                                                                    | D-1-82-136-22 | Wegkapelle                                                           |

### Einhaus
| Lage                  | Objekt                                                     | Beschreibung | Akten-Nr.     | Bild                                              |
| --------------------- | ---------------------------------------------------------- | --- | ------------- | ------------------------------------------------- |
| Einhaus 7 (Standort)  | Wohnteil des ehemaligen Bauernhauses, sogenannt Beim Huber | Flachsatteldachbau mit Blockbau-Obergeschoss, umlaufender Laube und teilverschalter Giebellaube, 1778                            | D-1-82-136-36 | weitere Bilder                                    |
| Einhaus 8 (Standort)  | Ehemaliger Einfirsthof, sogenannt Beim Stoffl              | Flachsatteldachbau mit Blockbau-Obergeschoss und giebelseitigen Lauben, letztes Viertel 18. Jahrhundert                          | D-1-82-136-37 | Ehemaliger Einfirsthof, sogenannt Beim Stoffl     |
| Einhaus 9a (Standort) | Ehemaliges Bauernhaus, sogenannt Beim Schmidtler           | Flachsatteldachbau mit Blockbau-Obergeschoss, umlaufender Laube und teilverschalter Giebellaube, letztes Viertel 18. Jahrhundert | D-1-82-136-38 | weitere Bilder                                    |
| Einhaus 14 (Standort) | Altar                                                      | Rokokoaltar und eisernes Trenngitter, um 1792; in modernem Kapellenbau von 1962                                                  | D-1-82-136-35 | Altar                                             |
| Einhaus 15 (Standort) | Ehemaliger Einfirsthof, sogenannt Beim Bichlbauer          | Flachsatteldachbau mit Blockbau-Obergeschoss, umlaufender Laube und teilverschalter Giebellaube, bezeichnet mit 1800             | D-1-82-136-39 | Ehemaliger Einfirsthof, sogenannt Beim Bichlbauer |
| Einhaus 16 (Standort) | Bauernhaus                                                 | Flachsatteldachbau mit Blockbau-Obergeschoss und umlaufender Laube, im Kern nach 1670, Dach 1956 aufgesteilt                     | D-1-82-136-77 | Bauernhaus                                        |
| Einhaus 18 (Standort) | Gedenkkreuz und Steinmal, sogenanntes Timotheuskreuz       | Kleines Tuffsteinkreuz und seitlicher kleiner Tuffsteinpfeiler, 1562; zur Erinnerung an den tödlichen Sturz von Timotheus Apian  | D-1-82-136-40 | weitere Bilder                                    |

### Osterwarngau
| Lage                               | Objekt                                                 | Beschreibung | Akten-Nr.     | Bild                                                   |
| ---------------------------------- | ------------------------------------------------------ | --- | ------------- | ------------------------------------------------------ |
| Dorfstraße 9 (Standort)            | Einfirsthof, sogenannt Beim Mannhart                   | Flachsatteldachbau mit Blockbau-Obergeschoss, umlaufender Laube, teilverschalter Giebellaube und Giebelbundwerk, bezeichnet mit 1689, Dach im 19. Jahrhundert aufgesteilt | D-1-82-136-61 | weitere Bilder                                         |
| Dorfstraße 15 (Standort)           | Salettl des Dorfgasthofes                              | Erdgeschossiger Giebelbau in Bundwerkkonstruktion mit Querriegel und reichen historisierenden Aussägearbeiten, Ende 19. Jahrhundert | D-1-82-136-62 | weitere Bilder                                         |
| Dorfstraße 21 (Standort)           | Ehemaliger Pfarrhof                                    | Zweigeschossiger barocker Walmdachbau mit Mezzaningeschoss, gemalten Lisenen und Fensterrahmungen, 1723 | D-1-82-136-63 | weitere Bilder                                         |
| Dorfstraße 23 (Standort)           | Katholische Pfarrkirche St. Georg                      | Barockisierter gotischer Wandpfeilersaal mit leicht eingezogenem Chor und westlichem Zwiebelturm, Anfang 15. Jahrhundert, Umbau Anfang 16. Jahrhundert, um 1725 barockisiert; mit Ausstattung Friedhofsummauerung, aus Tuffstein, wohl 18. Jahrhundert Kriegergedächtnisstätte, schmiedeeiserne Grabkreuze vor hölzernem Kruzifix und abgegrenzt durch zwei barocke Tuffsteinpfeiler, nach 1917 und 1945 | D-1-82-136-58 | weitere Bilder                                         |
| Nähe Dorfstraße (Standort)         | Wegkapelle, sogenannte Manhartkapelle                  | barocker Satteldachbau, 1642, um 1764 umgestaltet; mit Ausstattung. | D-1-82-136-60 | weitere Bilder                                         |
| Holzkirchener Straße 8 (Standort)  | Katholische Filialkirche Mariae Opferung               | Spätromanischer Wandpfeilersaal mit leicht eingezogenem Chor und Westturm, um 1500, 1782 erweitert und barockisiert; mit Ausstattung Friedhofsummauerung, aus Tuffstein, wohl 18. Jahrhundert | D-1-82-136-59 | weitere Bilder                                         |
| Holzkirchener Straße 10 (Standort) | Ehemaliges Kleinbauernhaus, sogenannt Beim Eierkäufler | Flachsatteldachbau mit Blockbau-Obergeschoss, umlaufender Laube und verschalter Giebellaube, Ende 16./Anfang 17. Jahrhundert, Wirtschaftsteil zu Wohnzwecken modern ausgebaut | D-1-82-136-64 | Ehemaliges Kleinbauernhaus, sogenannt Beim Eierkäufler |
| Holzkirchener Straße 22 (Standort) | Bildstock                                              | Tuffpfeiler mit Laterne, 16. Jahrhundert | D-1-82-136-66 | weitere Bilder                                         |
| In Nüchternbrunn (Standort)        | Wallfahrtskapelle Nüchternbrunn                        | Kleiner Satteldachbau mit Dachreiter, 1794, nach Brand 1946 neu erbaut; mit Ausstattung Klause, erdgeschossiger kleiner Walmdachbau, nach Brand 1946 neu erbaut | D-1-82-136-65 | weitere Bilder                                         |
| Nähe Grünmartersäule (Standort)    | Bildstock, sogenannte Grüne Marter                     | Tuffpfeiler mit Laternenaufsatz, 1705, wohl zur Erinnerung an das Aufgebot der Bauern | D-1-82-136-67 | Bildstock, sogenannte Grüne Marter                     |

### Reitham
| Lage                   | Objekt                                        | Beschreibung | Akten-Nr.     | Bild                                          |
| ---------------------- | --------------------------------------------- | --- | ------------- | --------------------------------------------- |
| Reitham 6 (Standort)   | Ehemaliger Einfirsthof, sogenannt Beim Lehner | Flachsatteldachbau mit Blockbau-Obergeschoss, umlaufender Laube und verschalter Giebellaube, Mitte 18. Jahrhundert                             | D-1-82-136-73 | Ehemaliger Einfirsthof, sogenannt Beim Lehner |
| Reitham 12b (Standort) | Ehemaliger Getreidekasten                     | Flachsatteldachbau mit Blockbau-Obergeschoss über gemauertem Unterbau, 17./18. Jahrhundert                                                     | D-1-82-136-74 | Ehemaliger Getreidekasten                     |
| Reitham 19 (Standort)  | Wohnteil des Bauernhauses                     | Zweigeschossiger Flachsatteldachbau mit umlaufender Laube, Giebellaube und Lüftlmalereien, 1768                                                | D-1-82-136-75 | Wohnteil des Bauernhauses                     |
| Reitham 23 (Standort)  | Wohnteil des Bauernhauses                     | Zweigeschossiger Blockbau mit Flachsatteldach, umlaufender Laube, verschalter Giebellaube und verbrettertem Erdgeschoss, Mitte 18. Jahrhundert | D-1-82-136-76 | Wohnteil des Bauernhauses                     |
| Reitham 27 (Standort)  | Katholische Filialkirche Mariä Heimsuchung    | kleiner Saalbau mit eingezogenem Chor und Dachreiter, um 1640; mit Ausstattung.                                                                | D-1-82-136-72 | weitere Bilder                                |

### Wall
| Lage                            | Objekt                                 | Beschreibung | Akten-Nr.     | Bild           |
| ------------------------------- | -------------------------------------- | --- | ------------- | -------------- |
| Auf der Leiten 1 (Standort)     | Ehemaliger Pfarrhof                    | Zweigeschossiger Halbwalmdachbau mit Kniestock und verbrettertem Wirtschaftsteil-Obergeschoss, erbaut 1816/17, ehemaliger Wirtschaftsteil zu Wohnzwecken modern ausgebaut              | D-1-82-136-89 | weitere Bilder |
| Kirchbichl 4 (Standort)         | Einfirsthof, sogenannt Beim Mesner     | Zweigeschossiger Flachsatteldachbau mit umlaufender Balusterlaube und Giebellaube, erbaut 1762, Lüftlmalereien modern                                                                  | D-1-82-136-90 | weitere Bilder |
| Miesbacher Straße 4 (Standort)  | Bildstock                              | Tuffsäule mit Laterne, bezeichnet mit 1786 | D-1-82-136-56 | weitere Bilder |
| Miesbacher Straße 15 (Standort) | Einfirsthof und Gasthaus               | Zweigeschossiger Flachsatteldachbau mit Lünetten im Kniestock und giebelseitigen Lauben, um 1860, modern verändert                                                                     | D-1-82-136-91 | weitere Bilder |
| Rainer 2 (Standort)             | Wohnteil des ehemaligen Zuhauses       | Flachsatteldachbau mit Blockbau-Obergeschoss, umlaufender Laube und verschalter Giebellaube, angeblich 1818 erbaut                                                                     | D-1-82-136-93 | weitere Bilder |
| Flur Rain (Standort)            | Bildstock                              | Tuffpfeiler mit Laternenaufsatz, 1. Hälfte 18. Jahrhundert | D-1-82-136-94 | Bildstock      |
| St. Margarethenweg 1 (Standort) | Katholische Pfarrkirche St. Margaretha | Spätgotischer Saalbau mit eingezogenem Chor und Nordturm mit Doppelkuppel, von Alex Gugler, Anfang 16. Jahrhundert, Turmoberbau 1731, 1755 ausgebaut und barockisiert; mit Ausstattung | D-1-82-136-88 | weitere Bilder |

### Andere Ortsteile
| Lage                                       | Objekt                                                       | Beschreibung | Akten-Nr.     | Bild                                                         |
| ------------------------------------------ | ------------------------------------------------------------ | --- | ------------- | ------------------------------------------------------------ |
| Allerheiligen Allerheiligen 2 (Standort)   | Katholische Wallfahrtskirche Allerheiligen,                  | Barocker Wandpfeilersaal mit eingezogenem hufeisenförmigen Chor und westlichem Zwiebelturm, im Kern spätgotisch Anfang 16. Jahrhundert, Chorneubau und Barockisierung 1740–54; mit Ausstattung                                                  | D-1-82-136-12 | weitere Bilder                                               |
| Allerheiligen Allerheiligen 3 (Standort)   | Ehemalige Klausnerwohnung, jetzt Mesnerhaus                  | Dreigeschossiger schmaler Pultdachbau mit südlich angebautem zweigeschossigen Satteldachbau, 18. Jahrhundert; in baulicher Einheit mit der Kirche                                                                                               | D-1-82-136-13 | weitere Bilder                                               |
| Allhöfe Allhöfe 20 (Standort)              | Bauernhaus                                                   | Flachsatteldachbau mit Blockbau-Obergeschoss, umlaufender Balusterlaube und teilverschalter Giebellaube, bezeichnet mit 1767 | D-1-82-136-14 | Bauernhaus                                                   |
| Angerer Angerer 1 (Standort)               | Wohnteil eines Bauernhauses                                  | Flachsatteldachbau mit Blockbau-Obergeschoss, umlaufender Laube und verschalter Giebellaube, Mitte 18. Jahrhundert, im 19. Jahrhundert Dach erhöht                                                                                              | D-1-82-136-15 | weitere Bilder                                               |
| Böttberg Böttberg 2 (Standort)             | Bauernhaus                                                   | Flachsatteldachbau mit Blockbau-Obergeschoss, umlaufender Laube und teilverschalter Giebellaube, bezeichnet mit 1797 | D-1-82-136-24 | weitere Bilder                                               |
| Daxer Daxer 1 (Standort)                   | Bauernhaus                                                   | Flachsatteldachbau mit Blockbau-Obergeschoss, umlaufender Laube und teilverschalter Giebellaube, bezeichnet mit 1684, Dach 1933 aufgesteilt | D-1-82-136-32 | Bauernhaus                                                   |
| Drahtzieher Drahtzieher 1 (Standort)       | Einfirsthof                                                  | Stattlicher Flachsatteldachbau mit Blockbau-Obergeschoss, umlaufender Laube und teilverschalter Giebellaube, letztes Viertel 18. Jahrhundert | D-1-82-136-33 | weitere Bilder                                               |
| Draxler Draxler 1 (Standort)               | Wohnteil des ehemaligen Bauernhauses, sogenannt Beim Draxler | Flachsatteldachbau mit Blockbau-Obergeschoss, umlaufender Laube und teilverschalter Giebellaube, wohl 2. Hälfte 18. Jahrhundert | D-1-82-136-20 | Wohnteil des ehemaligen Bauernhauses, sogenannt Beim Draxler |
| Draxlham Draxlham 4 (Standort)             | Hofkapelle                                                   | Kleiner Satteldachbau mit Dachreiter, wohl noch 18. Jahrhundert; mit Ausstattung | D-1-82-136-34 | weitere Bilder                                               |
| Gschwendtner Gschwendtner 1 (Standort)     | Einfirsthof                                                  | Flachsatteldachbau mit Blockbau-Obergeschoss, umlaufender Laube und teilverschalter Giebellaube, 1. Hälfte 18. Jahrhundert, Veränderungen Mitte 19. Jahrhundert                                                                                 | D-1-82-136-41 | Einfirsthof                                                  |
| Hainz Hainz 1 (Standort)                   | Wohnteil des ehemaligen Bauernhauses                         | Flachsatteldachbau mit Blockbau-Obergeschoss, umlaufender Laube und teilverschalter Giebellaube, Ende 18. Jahrhundert | D-1-82-136-42 | BW                                                           |
| Hairer Hairer 1 (Standort)                 | Bauernhaus                                                   | Flachsatteldachbau mit Blockbau-Obergeschoss, umlaufender Laube und teilverschalter Giebellaube, 18. Jahrhundert | D-1-82-136-43 | weitere Bilder                                               |
| Hairer Hairer 1 und 2 (Standort)           | Wegkapelle                                                   | Kleiner Satteldachbau, Ende 19. Jahrhundert; mit Ausstattung | D-1-82-136-44 | weitere Bilder                                               |
| Hinterhöher Hinterhöher 1 (Standort)       | Bauernhaus                                                   | Flachsatteldachbau mit Blockbau-Obergeschoss, umlaufender Laube und teilverschalter Giebellaube, 18. Jahrhundert, Dach und Giebel 1969 | D-1-82-136-45 | Bauernhaus                                                   |
| Hinterhöher Hinterhöher 1 (Standort)       | Hofkapelle                                                   | Kleiner Satteldachbau, wohl 18. Jahrhundert, 1960 erneuert; mit Ausstattung | D-1-82-136-46 | Hofkapelle                                                   |
| Hinterloh Hinterloh 1 (Standort)           | Einfirsthof                                                  | Flachsatteldachbau mit Blockbau-Obergeschoss, umlaufender Laube und verschalter Giebellaube, Mitte 17. Jahrhundert, Dach modern aufgesteilt | D-1-82-136-54 | Einfirsthof                                                  |
| Hinterweidenau Hinterweidenau 1 (Standort) | Wohnteil eines ehemaligen Einfirsthofes                      | Flachsatteldachbau mit Blockbau-Obergeschoss, umlaufender Laube und verschalter Giebellaube, 1. Hälfte 17. Jahrhundert, Mitte 19. Jahrhundert teilweise verändert                                                                               | D-1-82-136-95 | weitere Bilder                                               |
| Höhenstein Höhenstein 1 (Standort)         | Ehemaliges Bauernhaus                                        | Wohl überputzter zweigeschossiger Blockbau mit Flachsatteldach und Traufseitlaube, 2. Hälfte 18. Jahrhundert | D-1-82-136-47 | Ehemaliges Bauernhaus                                        |
| Hössenthal Hössenthal 2 (Standort)         | Hof- und Wegkapelle                                          | Kleiner Satteldachbau, 1. Hälfte 18. Jahrhundert; mit Ausstattung | D-1-82-136-48 | Hof- und Wegkapelle                                          |
| Jehl Jehl 1 (Standort)                     | Einfirsthof                                                  | Flachsatteldachbau mit Blockbau-Obergeschoss, umlaufender Laube, teilverschalter Giebellaube, geschnitzten Fensterrahmen sowie Wirtschaftstraktteilen in Blockbauweise, bezeichnet mit 1788, Wirtschaftsteil erdgeschossig modern aufgemauert.  | D-1-82-136-50 | weitere Bilder                                               |
| Lecherbauer Lecherbauer 1 (Standort)       | Wohnteil des Bauernhauses                                    | Flachsatteldachbau mit Blockbau-Obergeschoss, umlaufender Laube und Giebellaube, im Kern letztes Viertel 16. Jahrhundert, Dach 1898 aufgesteilt                                                                                                 | D-1-82-136-52 | weitere Bilder                                               |
| Lehner Lehner 1 (Standort)                 | Wohnteil des Einfirsthofes                                   | Flachsatteldach mit Blockbau-Obergeschoss, umlaufender Laube und teilverschalter Giebellaube, 2. Viertel 18. Jahrhundert, Dach vor 1904 aufgesteilt und 1991 angehoben                                                                          | D-1-82-136-53 | Wohnteil des Einfirsthofes                                   |
| Ludwiger Ludwiger 1 (Standort)             | Einfirsthof                                                  | Flachsatteldachbau mit Blockbau-Obergeschoss, umlaufender Laube und Giebellaube, Mitte 17. Jahrhundert | D-1-82-136-55 | weitere Bilder                                               |
| Mühlweg Mühlweg 1 (Standort)               | Einfirsthof                                                  | Flachsatteldachbau mit Blockbau-Obergeschoss, umlaufender Laube und teilverschalter Giebellaube, letztes Viertel 18. Jahrhundert, Mitte 19. Jahrhundert teilweise verändert                                                                     | D-1-82-136-57 | Einfirsthof                                                  |
| Oberstadl Oberstadl 1 (Standort)           | Bauernhaus                                                   | Flachsatteldachbau mit Blockbau-Obergeschoss, umlaufender Laube und teilverschalter Giebellaube, bezeichnet mit 1788, Dach modern aufgesteilt                                                                                                   | D-1-82-136-79 | Bauernhaus                                                   |
| Plankenhofer Plankenhofer 1 (Standort)     | Einfirsthof                                                  | Flachsatteldachbau mit Blockbau-Obergeschoss und umlaufender Laube, im Kern 18. Jahrhundert, Dach modern aufgesteilt | D-1-82-136-68 | Einfirsthof                                                  |
| Polz Flur Polz (Standort)                  | Bildstock                                                    | Barocker Tuffpfeiler mit Laternenaufsatz, 17. Jahrhundert | D-1-82-136-69 | Bildstock                                                    |
| Raucher Raucher 1 (Standort)               | Bauernhaus                                                   | Flachsatteldachbau mit Blockbau-Obergeschoss, umlaufender Laube und teilverschalter Giebellaube, bezeichnet mit 1789 | D-1-82-136-71 | Bauernhaus                                                   |
| Steingräber Flur Steingräber (Standort)    | Kapelle                                                      | Stattlicher Satteldachbau mit Zwiebeldachreiter, erbaut 1758, 1851 umgestaltet; mit Ausstattung | D-1-82-136-81 | weitere Bilder                                               |
| Stielner Stielner 1 (Standort)             | Einfirsthof                                                  | Flachsatteldachbau mit Blockbau-Obergeschoss und Laube, 2. Hälfte 17. Jahrhundert | D-1-82-136-82 | weitere Bilder                                               |
| Still Still 1 (Standort)                   | Wohnteil des Bauernhauses, sogenannt Beim Still              | Flachsatteldachbau mit Blockbau-Obergeschoss, umlaufender Balusterlaube und teilverschalter Giebellaube, 2. Hälfte 17. Jahrhundert Stadel, zweigeschossiger Flachsatteldachbau mit Getreidekasten im Blockbau-Obergeschoss, bezeichnet mit 1791 | D-1-82-136-21 | weitere Bilder                                               |
| Taubenberg Flur Taubenberg (Standort)      | Gedächtniskapelle St. Benno                                  | Kleiner Satteldachbau mit übergiebeltem Vorraum und Dachreiter, modern bezeichnet mit 1634, Glockenstuhl wohl um 1910; mit Ausstattung | D-1-82-136-30 | weitere Bilder                                               |
| Taubenberg Flur Taubenberg (Standort)      | Aussichtsturm                                                | Siebengeschossiger Tuffsteinturm mit Aussichtsplattform und Zeltdach, bezeichnet mit 1911 | D-1-82-136-31 | weitere Bilder                                               |
| Trost In Trost (Standort)                  | Bildstock                                                    | Tuffpfeiler mit Laterne, 16. Jahrhundert | D-1-82-136-85 | Bildstock                                                    |
| Trost Trost 1;Trost 2 (Standort)           | Bildstock                                                    | Tuffpfeiler mit Figurennische, 16./17. Jahrhundert | D-1-82-136-84 | Bildstock                                                    |
| Unterstadl Unterstadl 1 (Standort)         | Wohnteil des Bauernhauses                                    | Flachsatteldachbau mit Blockbau-Obergeschoss, umlaufender Laube, teilverschalter Giebellaube sowie Lüftlmalereien, Ende 17. Jahrhundert, Dach 1880 aufgesteilt                                                                                  | D-1-82-136-80 | Wohnteil des Bauernhauses                                    |
| Vorderkaishof Vorderkaishof 1 (Standort)   | Bauernhaus                                                   | Flachsatteldachbau mit Blockbau-Obergeschoss, umlaufender Balusterlaube und teilverschalter Giebellaube, letztes Viertel 18. Jahrhundert | D-1-82-136-51 | weitere Bilder                                               |

## Ehemalige Baudenkmäler
In diesem Abschnitt sind Objekte aufgeführt, die früher einmal in der Denkmalliste eingetragen waren, jetzt aber nicht mehr. Objekte, die in anderem Zusammenhang – also z. B. als Teil eines Baudenkmals – weiter eingetragen sind, sollen hier nicht aufgeführt werden. Aktennummern in diesem Abschnitt sind ehemalige, jetzt nicht mehr gültige Aktennummern.

| Lage                                      | Objekt                                        | Beschreibung | Akten-Nr.    | Bild                                          |
| ----------------------------------------- | --------------------------------------------- | --- | ------------ | --------------------------------------------- |
| Bichlbauer Bichlbauer 72 (Standort)       | Bauernhaus                                    | Mit Blockbau-Obergeschoss und Lauben, zweite Hälfte 17. Jahrhundert. Dach und Lauben Mitte 19. Jahrhundert              | D-1-82-136-? | Bauernhaus                                    |
| Oberwarngau Riedstraße 20 (Standort)      | Bauernhaus                                    | Zweigeschossiger Blockbau, ehemals mit traufseitiger Laube, 18. Jahrhundert                                             | D-1-82-136-? | Bauernhaus                                    |
| Oberwarngau Schulweg 8 (Standort)         | Bauernhaus                                    | Verputzt, bezeichnet mit dem Jahr 1853                                                                                  | D-1-82-136-? | Bauernhaus                                    |
| Oberwarngau Taubenbergstraße 7 (Standort) | Bauernhaus                                    | Stattliches Bauernhaus mit Giebellaube und Lüftlmalereien, um 1830/1840                                                 | D-1-82-136-? | Bauernhaus                                    |
| Rain Rain 19 (Standort)                   | Bauernhaus                                    | Zweigeschossiger Blockbau mit Laube, Mitte 17. Jahrhundert                                                              | D-1-82-136-? | BW                                            |
| Schwarz Schwarz 1 (Standort)              | Ehemaliges Kleinbauernhaus                    | Mit verputztem Blockbau-Obergeschoss und traufseitiger Laube, Ende 18. Jahrhundert                                      | D-1-82-136-? | BW                                            |
| Taubenberg Taubenberg 1 (Standort)        | Hausfiguren                                   | Hl. Benno, Anfang 16. Jahrhundert; Hl. Florian, wohl 17. Jahrhundert                                                    | D-1-82-136-? | BW                                            |
| Thalmühl Thalmühl 81 (Standort)           | Ehemaliger Getreidekasten                     | Blockbau-Obergeschoss über massivem Unterbau, Frontlaube und Sterntüre, Mitte 18. Jahrhundert, modern verändert         | D-1-82-136-? | Ehemaliger Getreidekasten                     |
| Vorderhöher Vorderhöher 53 (Standort)     | Bauernhaus                                    | Mit Blockbau-Obergeschoss, Nordteil massiv, Laube, zweites Viertel 18. Jahrhundert, Veränderungen Mitte 19. Jahrhundert | D-1-82-136-? | Bauernhaus                                    |
| Wall Rainer 1 (Standort)                  | Stattliches Bauernhaus, sogenannter Rainerhof | Mit Blockbau-Obergeschoss von 1666, in den 1976/1980 neu erstellten Einfirsthof einbezogen                              | D-1-82-136-? | Stattliches Bauernhaus, sogenannter Rainerhof |
| Wieser Wieser 1 (Standort)                | Bauernhaus                                    | Mit Blockbau-Obergeschoss, zweite Hälfte 17. Jahrhundert, Dachaufbau 19. Jahrhundert                                    | D-1-82-136-? | Bauernhaus                                    |